# Manfred Schunck
Manfred Schunck (ur. 19 września 1941 w Eupen) – belgijski samorządowiec i farmaceuta, w latach 1994–1999 przewodniczący Parlamentu Niemieckojęzycznej Wspólnoty Belgii.

## Życiorys
Uczył się w humanistycznej szkole średniej Collège Patronné w Eupen. Studiował nauki przyrodnicze na Université de Namur (1958–1960) i farmację na Katholieke Universiteit Leuven (1960–1963), kształcił się też w zakresie etyki. Następnie odbył obowiązkową służbę wojskową i od 1965 prowadził aptekę w Eupen (w 2006 przekazał ją córce). Był wiceszefem zrzeszenia aptek regionu Eupen-Verviers i sekretarzem generalnym stowarzyszenia aptekarzy katolickich. Pracował przez 10 lat jako wykładowca zarządzania w branży farmaceutycznej na KU Leuven. W latach 90. działał w stowarzyszeniu Farmaceuci bez Granic na terenie Bośni i Hercegowiny.
Zaangażował się w działalność polityczną w ramach chadeckiej Partii Chrześcijańsko-Społecznej, był m.in. radnym miejskim Eupen. W 1990 wybrany po raz pierwszy do Parlamentu Niemieckojęzycznej Wspólnoty Belgii. W 1994 objął funkcję jego przewodniczącego po wyborze Mathieu Groscha do Parlamentu Europejskiego, stanowisko zajmował do końca kadencji w 1999. Był członkiem władz miejskich w Eupen, odpowiedzialnym za rozwój urbanistyczny. Po wyborach z 2004 odszedł z parlamentu, a w 2006 z rady miejskiej Eupen.